# Todor Dinow
Todor Dinow Georgiew (auch Todor Dinov Georgiev geschrieben, bulgarisch Тодор Динов Георгиев; * 24. Juli 1919 in Dedeağaç, Königreich Griechenland; † 17. Juni 2004 in Sofia, Bulgarien) ist ein bulgarischer Künstler, Maler und Trickfilmzeichner. Dinow gilt als Vater des bulgarischen Trickfilms.
Zwischen 1938 und 1943 studierte Dinow Bühnenbild an der Kunsthochschule in Sofia und zwischen 1947 und 1951 Animation am Gerassimow-Institut für Kinematographie in Moskau, unter anderem bei Iwan Iwanow-Wano.
1999 wurde Dinow mit dem Orden „Stara Planina“ ausgezeichnet.